# Sindrome di Mendelson
La sindrome di Mendelson è una forma di polmonite chimica causata da aspirazione durante l'anestesia, soprattutto durante la gravidanza. I contenuti dell'aspirazione possono includere succo gastrico, sangue, bile, acqua o un'associazione di esse.

## Presentazione
La sindrome di Mendelson è caratterizzata da una reazione broncopolmonare seguente all'inalazione del contenuto gastrico durante l'anestesia generale, dovuta alla soppressione dei riflessi laringei. 
Le principali caratteristiche cliniche che appaiono sono segni di generale ipossia da due a cinque ore dopo l'anestesia. Tali caratteristiche possono includere cianosi, dispnea, febbre, respiro sibilante, rantoli crepitanti e tachicardia accompagnata da bassa pressione sanguigna. È possibile che si evidenzi anche una diminuzione della saturazione di ossigeno. 
L'edema polmonare può causare la morte improvvisa, o la morte può verificarsi in seguito a complicanze polmonari.

## Rischio
Storicamente si dice che un paziente è a rischio se ha un contenuto gastrico residuo superiore al 25 ml, con pH inferiore a 2,5. Tuttavia queste sono misure indirette e non sono fattori che influenzano direttamente il rischio di aspirazione.
L'alto rischio è definito quando vi sono questi fattori:
- Procedura chirurgica non elettiva
- Anestesia leggera/risposta inattesa alla stimolazione
- Patologia de tratto digestivo superiore cronica o acuta
- Obesità
- Assunzione di farmaci oppioidi
- Malattie neurologiche, livello di coscienza alterato o sedazione
- Posizione litotomica
- Intubazione difficile
- Malattia da reflusso gastroesofageo
- Ernia iatale

I pazienti con un alto rischio dovrebbero avere una induzione dell'anestesia in rapida sequenza. 

## Trattamento
Il rischio può essere ridotto somministrando un antiacido non particolato (ad esempio, citrato di sodio) o un antagonista dei recettori H2 come la ranitidina.